# 축치반도

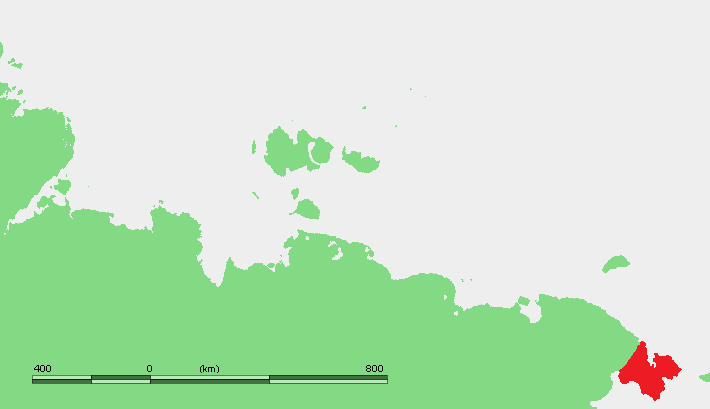
축치반도

축치반도(영어: Chukchi Peninsula, Chukotka Peninsula, Chukotski Peninsula) 혹은 추콧카반도(러시아어: Чукотский полуостров)는 북위 66°, 동경 169° 정도에 있는 반도이다. 아시아의 북동쪽 끝에 있으며, 이 반도의 동쪽 끝은 데즈네프곶이고, 러시아의 극동 지방에 있다. 북쪽은 동시베리아해와 축치해와 접해 있고, 남쪽은 베링해와 접해 있으며, 동쪽은 베링 해협과 접해 있다. 러시아 축치 자치구의 일부이고, 북동부는 북극해 항로를 따라 위치하고 있다.

## 주민
축치반도는 예전부터 원주민이었던 축치인, 시베리아 에스키모, 코랴크인, 추반인, 예벤키족, 라무트인, 유카기르인과 약간의 러시아인 정착민들이 살고 있다.

## 산업
축치반도의 주요 산업은 광업(주요 광물: 주석, 납, 아연, 금, 석탄), 수렵, 순록 목축, 어업이다.